# 조제 세하

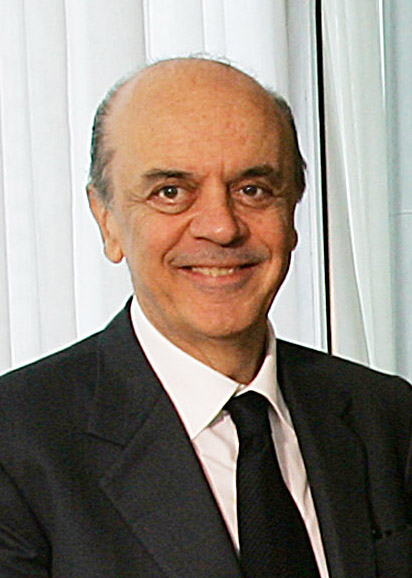
조제 세하 키리쿠

조제 세하 키리쿠(브라질 포르투갈어: José Serra Chirico, 1942년 3월 19일 ~ )는 브라질의 정치인이다.
상파울루에서 태어났다. 상파울루 대학교를 졸업하였고, 군사정권 시절 외국에서 유학했다. 미국 코넬 대학교에서 경제학 박사학위를 취득했으며, 프린스턴 고등연구소 연구원으로 일했다. 1978년 정치 활동을 하기 위해 허락되어 브라질로 돌아갔다. 캄피나스 대학교에서 강의를 하다 상파울루 주정부 경제부에서 근무했다. 1986년 하원의원, 1994년 상원의원으로 선출되었다. 브라질 사회민주당 소속으로, 페르난두 엔히키 카르도주 대통령 정권에서 기획부와 보건부 장관을 지냈다. 2002년 브라질 대통령 선거에 사회민주당을 비롯한 우익 정당들의 지원을 받아 후보로 출마해, 노동자당의 루이스 이나시우 룰라 다 시우바 후보와 격돌하였다. 세하는 신자유주의적이고 재정보수주의적인 경제정책을 공약으로 내걸고 부유층의 지지를 받았으나, 룰라 다 시우바 후보에게 큰 차이로 패했다.
대통령 선거에서 패한 후 상파울루 시장 선거에 출마, 당선되어 시장으로 재직했으며, 2006년 대통령 선거에 다시 출마하려는 계획을 접고, 상파울루 주지사 선거에 출마, 당선되어 상파울루 주지사로 재직하다가, 2010년 10월 치러지는 대통령 선거에 다시 출마할 계획을 세웠다. 다시 사회민주당 대통령 후보로 뽑혀 선거운동에 집중하기 위해 3월 31일 주지사직을 사퇴했으며, 초반에는 당선 가능성이 높은 것으로 알려져 있었으나, 이후 여당인 노동자당의 지우마 호세프 후보에게 밀리기 시작, 결국 선거에서 1차와 2차 투표에서 모두 호세프 후보에게 크게 뒤져 다시 대통령 선거에서 낙선하였다.

## 역대 선거 결과
| 선거명      | 직책명                    | 대수 | 정당              | 1차 득표율 | 1차 득표수   | 2차 득표율 | 2차 득표수   | 결과 | 당락                      |
| ----------- | ------------------------- | ---- | ----------------- | ---------- | ------------ | ---------- | ------------ | ---- | ------------------------- |
| 1988년 선거 | 상파울루 시장             | 45대 | 브라질 사회민주당 | 6.89%      | 287,345표    |            |              | 4위  | 낙선                      |
| 1994년 선거 | 상원의원 (상파울루 제1부) | 50대 | 브라질 사회민주당 | 27.88%     | 6,497,664표  |            |              | 1위  | 상파울루 주 상원의원 당선 |
| 1996년 선거 | 상파울루 시장             | 47대 | 브라질 사회민주당 | 15.72%     | 819,995표    |            |              | 3위  | 낙선                      |
| 2002년 선거 | 브라질의 대통령           | 35대 | 브라질 사회민주당 | 23.19%     | 19,705,061표 | 38.72%     | 33,370,739표 | 2위  | 낙선                      |
| 2004년 선거 | 상파울루 시장             | 49대 | 브라질 사회민주당 | 43.56%     | 2,686,396표  | 54.86%     | 3,330,179표  | 1위  |                           |
| 2006년 선거 | 상파울루 주지사           | 33대 | 브라질 사회민주당 | 57.93%     | 12,381,038표 |            |              | 1위  |                           |
| 2010년 선거 | 브라질의 대통령           | 36대 | 브라질 사회민주당 | 32.61%     | 33,132,283표 | 43.95%     | 43,711,388표 | 2위  | 낙선                      |
| 2012년 선거 | 상파울루 시장             | 51대 | 브라질 사회민주당 | 30.76%     | 1,884,849표  | 44.43%     | 2,708,768표  | 2위  | 낙선                      |
| 2014년 선거 | 상원의원 (상파울루 제2부) | 55대 | 브라질 사회민주당 | 58.49%     | 11,105,874표 |            |              | 1위  | 상파울루 주 상원의원 당선 |

## 같이 보기
- 미셰우 테메르